# Appel de Genève
Ne doit pas être confondu avec l’Appel de Genève concernant le droit humanitaire.
L'Appel de Genève est une demande émise en 1996 par des grands magistrats anti-corruption pour un espace judiciaire européen dans le but de lutter contre les malversations financières. Ces magistrats ont ensuite continué de participer au débat relatif aux places financières « off shore » en Europe.

## 1996: L'appel de Genève
Le 1er octobre 1996, Denis Robert, un journaliste d'investigation, écrivain et lanceur d'alerte français, réunit sept grands magistrats anti-corruption, le suisse Bernard Bertossa, les italiens Edmondo Bruti Liberati (it) et Gherardo Colombo, le belge Benoît Dejemeppe, les espagnols Baltasar Garzón et Carlos Jiménez Villarejo et le français Renaud Van Ruymbeke pour lancer l'Appel de Genève pour un espace judiciaire européen,,,,. Ils souhaitent obtenir une harmonisation fiscale et judiciaire européenne qui permettrait, entre autres, la levée du secret bancaire, afin de lutter contre les fraudes fiscales et le blanchiment d'argent issu de la criminalité,. 
Cet appel fait l'objet d'un livre de Denis Robert La justice ou le chaos, paru en 1996,.
La promotion 1996 de l'École nationale de la magistrature française a pris le nom d'« Appel de Genève » comme nom de baptême.
En février 1997, quatre cents juges français, plus de cent élèves de l'école de la magistrature, ainsi que sept députés français signent l'Appel de Genève,.

## Débats ultérieurs

### 2001: Les «boîtes noires» de la mondialisation financière
Le 9 mai 2001, les juges Eva Joly, Renaud Van Ruymbeke, Jean de Maillard, ainsi que les procureurs Bernard Bertossa et Benoît Dejemeppe signent une tribune dans Le Monde intitulée « Les « boîtes noires » de la mondialisation financière ». Benoît Dejemeppe, alors procureur du Roi au Parquet de Bruxelles, a interdit au juge d'instruction Jean-Claude Leys, pressenti par les auteurs de l'initiative, de signer cet appel et il l'a donc signé lui-même. Jean-Claude Leys est le juge qui a instruit le scandale de la KredietBank-Luxembourg qui a fait trembler le gratin de la finance belge et quelques groupes français dominants du CAC-40. 
Cette tribune affirme qu'« il est temps de prendre la mesure » de l'« impact » du « livre du journaliste Denis Robert et de l'ancien cadre luxembourgeois Ernest Backes Révélation$ ». 
Les auteurs y déclarent que « l'essentiel de l'impact de Révélation$ se révèle dans le silence assourdissant de l'ensemble des acteurs du système mis en cause dans le fonctionnement de Clearstream et, dans une moindre mesure, de son homologue Euroclear ainsi que du système de routage financier Swift ». 
Selon les magistrats, « la première révélation » concerne les comptes non publiés : « l'existence de comptes non publiés de clients occultes ne paraît avoir aucun sens au sein d'une chambre de compensation. De même, la floraison de comptes non publiés ouverts par les filiales de grandes banques installées dans les paradis fiscaux ne cesse d'étonner. » Ils ajoutent que l'on retrouve le même « principe de dissimulation » chez Swift. La « deuxième révélation » apportée par l'ouvrage de Denis Robert serait que « le chaos des flux financiers n'est qu'apparent ».
En effet, si « les paradis bancaires et fiscaux cachent à merveille les points de passage et d'arrivée des capitaux sales », ces flux financiers passent « dans les mêmes « tuyaux » financiers que les autres, c'est-à-dire les sociétés de clearing et de routage financier ». Par conséquent, « l'invisibilité physique de ces transferts est trompeuse car, en réalité, les sociétés de clearing et de routage exercent un quasi-monopole sur le transport international des capitaux. » Enfin, « la troisième révélation », « capitale » selon les magistrats anti-corruption, concerne l'enregistrement des opérations de transfert sur « des micro-fiches ou des disques optiques », enregistrement nécessaire afin de servir « de preuve des transferts et des changements de propriété » en cas de litige entre les usagers. Ces micro-fiches sont donc d'un intérêt évident pour le pôle des magistrats de lutte contre la délinquance financière. 
C'est pourquoi, toujours selon les juges, « Denis Robert et Ernest Backes nous montrent tout simplement où se trouvent les « boîtes noires » de la mondialisation financière », et « doit permettre aux citoyens européens de comprendre le rôle des chambres de compensation et par là même d'éclairer la mondialisation financière d'un jour nouveau ». 
Ils proposent comme « solution parmi d'autres » de « placer ces institutions » (Clearstream, Euroclear et autres chambres de compensation et de routing) « sous le contrôle d'une organisation internationale qui pourrait jouer le rôle du tiers de confiance ».

### 2008: Débat autour des «trous noirs» de la fiscalité en Europe
Dans un discours, le 15 octobre 2008 à Bruxelles, le président de la République, Nicolas Sarkozy, a appelé à « l’élimination des zones d’ombres » de la finance internationale. À Strasbourg, le chef de l’État a également épinglé le Luxembourg : « On ne peut pas se battre à l’extérieur de notre continent contre certaines pratiques, et les tolérer sur notre continent », a déclaré Nicolas Sarkozy. Même tonalité du côté de François Fillon. Le 14 octobre 2008 le Premier ministre déclare à l'Assemblée Nationale : « Des trous noirs comme les centres offshore ne doivent plus exister. Leur disparition doit préluder à une refondation du système financier international ».
Le 13 novembre 2008, le juge Van Ruymbeke, l’un des 7 signataires de l’Appel de Genève, dénonce l’hypocrisie des politiques sur France Inter, avant le sommet du G20 à Washington censé jeter les bases d’une réforme du système financier international : « On nage en pleine hypocrisie. Depuis 1996 (date de l’Appel de Genève), il n’y a eu aucune volonté politique d’éradiquer sérieusement les paradis fiscaux ».
En 2009, selon un autre des 7 signataires, le juge Bernard Bertossa : « il y a eu des progrès », mais il manque « une justice internationale pour lutter contre la délinquance financière » car « La corruption est la cause principale de la pauvreté »,.